# Extreme Rules (2016)
Cet article concerne l'édition 2016 du pay-per-view Extreme Rules. Pour toutes les autres éditions, voir WWE Extreme Rules.
L’édition 2016 d’Extreme Rules est une manifestation de catch télédiffusée en paiement à la séance aux États-Unis ainsi que sur la chaîne de télévision AB1 en France. L'événement, produit par la World Wrestling Entertainment (WWE), qui s'est tenue le 22 mai 2016 au Prudential Center à Newark, dans le New Jersey. Il s'agit de la huitième édition d’Extreme Rules, pay-per-view annuel qui, comme son nom l'indique, propose un ou plusieurs matchs basés sur les règles du catch hardcore. Ce show est le cinquième pay-per-view de la WWE en 2016. Il marque également le retour de Seth Rollins à la WWE, absent des rings depuis une blessure en novembre 2015.

## Contexte
Les spectacles de la WWE en paiement à la séance sont constitués de matchs aux résultats prédéterminés par les scénaristes de la WWE. Ces rencontres sont justifiées par des storylines — une rivalité avec un catcheur, la plupart du temps — ou par des qualifications survenues dans les émissions de la WWE telles que Raw, Smackdown, Superstars et Main Event. Tous les catcheurs possèdent un gimmick, c'est-à-dire qu'ils incarnent un personnage gentil ou méchant, qui évolue au fil des rencontres. Un pay-per-view comme WWE Extreme Rules est donc un événement tournant pour les différentes storylines en cours.

### Roman Reigns contre A.J Styles
Lors de Payback (2016), Roman Reigns bat A.J Styles pour conserver le WWE World Heavyweight Championship. Cependant, Styles bat Reigns par décompte à l'extérieur (qui a été relancé par Shane McMahon), puis par disqualification après que Reigns a frappé par accident Styles dans les partis intimes (qui a été relancé par Stephanie McMahon). À l'issue du match, Stephanie et Shane se sont mis d'accord pour que Styles obtienne un match de revanche à Extreme Rules dans un Extreme Rules match face à Reigns .

### Charlotte contre Natalya
Lors de Payback (2016), Charlotte bat Natalya d'une manière très controversée rappelant le Montréal Screwjob. Charlotte conserve donc son titre de WWE Women's Championship. En effet l'arbitre du match Charles Robinson, très proche de la famille Flair, a arrêté le match lorsque Charlotte a pris Natalya en Sharpshooter (prise de finition de Natalya et de la famille Hart). Le lendemain à Raw, Natalya confronte Charlotte et son père Ric Flair. Plus tard dans la soirée, un match de soumission entre les deux divas est annoncé.

### The New Day contre The Vaudevillains
Lors de Payback (2016), pendant le match entre Enzo et Cass et The Vaudevillains, Enzo Amore se blesse à la tête (commotion cérébrale) entraînant l'arrêt du match, cette blessure ne faisant pas partie du script. Le lendemain à Raw, The Vaudevillains se déclarent challengers no 1 au WWE Tag Team Championship du New Day. Un match entre les deux équipes à Extreme Rules est alors annoncé.

### Kalisto contre Rusev
Lors de Payback (2016), Kalisto bat Ryback pour conserver le WWE United States Championship. Le lendemain à Raw, une bataille royale est organisée pour désigner le challenger n°1 au titre de Kalisto. Cette bataille est remportée par Rusev qui élimine Zack Ryder en dernier. Le 9 mai à Raw, Rusev perd contre Sin Cara après une distraction de Kalisto. Il est annoncé officiellement dans la soirée que le match aura lieu à Extreme Rules.

### The Miz contre Cesaro contre Sami Zayn contre Kevin Owens
Lors de Payback (2016), The Miz bat Cesaro pour conserver le WWE Intercontinental Championship, après que Cesaro ai été distrait par Kevin Owens et Sami Zayn qui étaient en train de se battre à côté du ring, après qu'Owens ait battu Zayn lors du même show. Après le match, une bataille éclate entre les quatre hommes et Owens reste debout en dernier avec la ceinture du championnat intercontinental entre ses dents. Le lendemain à Raw, un match de challenger n°1 au Intercontinental Championship a lieu entre Owens et Cesaro, mais le match est interrompu par le Miz. Une nouvelle bagarre éclate entre les trois superstars,  vite rejoints par Sami Zayn qui pose cette fois avec la ceinture du Miz. La semaine suivante à Raw, Sami Zayn bat The Miz et obtient une place dans le match pour le titre intercontinental à Extreme Rules. Dans la même soirée, Zack Ryder demande à Shane McMahon une nouvelle opportunité au titre intercontinental. Shane accepte mais lui fait savoir que s'il perd contre Kevin Owens, il ne rejoindra pas le match à Extreme Rules. Kevin Owens remporte finalement le match. Il est donc officiellement annoncé qu'à Extreme Rules, un Fatal-4-Way match aura lieu entre Cesaro, Sami Zayn, Kevin Owens et le champion The Miz, pour le titre intercontinental.

### Dean Ambrose contre Chris Jericho
Lors de Payback (2016), Dean Ambrose bat Chris Jericho. Le lendemain à Raw, après avoir fait arrêter le show de Dean Ambrose The Ambrose Asylum, Jericho l'attaque et détruit sa plante favorite "Mitch". La semaine suivante à Raw, Dean Ambrose attaque Chris Jericho avant son match contre Colin Cassady et déchire sa précieuse veste lumineuse à 15000 dollars. Le 17 mai à Raw, Ambrose défie Jericho dans le tout premier Asylum match de l'histoire de la WWE. 

### Dolph Ziggler contre Baron Corbin
Lors du pré-show de Payback (2016), Dolph Ziggler bat Baron Corbin avec un Roll Up. Le lendemain à Raw, lors de la Bataille Royale pour déterminer l'aspirant n°1 au WWE United States Championship de Kalisto, Dolph élimine Baron Corbin. Ce dernier remontera sur le ring pour l'éliminer. La semaine suivante à Raw, Corbin bat Ziggler. Le 17 mai à Raw, il est annoncé que les deux superstars se feront face dans un match sans disqualification.

## Tableau des matchs
| #                                                                | Matchs | Stipulations | Temps |
| ---------------------------------------------------------------- | --- | --- | ----- |
| Pré-show                                                         | Baron Corbin bat Dolph Ziggler                                                                                      | Match sans disqualification | 7:07  |
| 1                                                                | Karl Anderson & Luke Gallows battent The Usos (Jey Uso & Jimmy Uso)                                                 | Tornado Tag Team match | 8:37  |
| 2                                                                | Rusev (avec Lana) bat Kalisto (c)                                                                                   | Match simple pour le WWE United States Championship                                                                                                | 9:31  |
| 3                                                                | The New Day (c) (Big E & Xavier Woods) (avec Kofi Kingston) battent The Vaudevillains (Aiden English & Simon Gotch) | Tag team match pour les WWE Tag Team Championship                                                                                                  | 6:20  |
| 4                                                                | The Miz (c) (avec Maryse) bat Cesaro, Kevin Owens et Sami Zayn                                                      | Fatal-4-Way match pour le WWE Intercontinental Championship                                                                                        | 18:18 |
| 5                                                                | Dean Ambrose bat Chris Jericho                                                                                      | Asylum match | 26:21 |
| 6                                                                | Charlotte (c) bat Natalya grâce à une intervention de Dana Brooke                                                   | Submission match pour le WWE Women's Championship Ric Flair est banni du ring. S'il intervient dans le match, sa fille Charlotte perdra son titre. | 9:30  |
| 7                                                                | Roman Reigns (c) (avec The Usos) bat A.J. Styles (avec Luke Gallows et Karl Anderson)                               | Extreme Rules match pour le WWE World Heavyweight Championship                                                                                     | 22:13 |
| (c) désigne le(s) champion(s) défendant son titre dans le match. | | |       |